# Casa Petit (Sant Just Desvern)
La Casa Petit és un edifici del municipi de Sant Just Desvern (Baix Llobregat) que forma part de l'Inventari del Patrimoni Arquitectònic de Catalunya. Segons el cadastre es va construir el 1923.

## Descripció
Es tracta d'un conjunt d'aparellades, d'inspiració noucentista, formades per planta baixa i pis, coronades amb un mirador flanquejat per pilastres de planta quadrada i columnetes amb capitell jònic. Les cobertes són de teula suportades per mènsules de fusta. Esdevé una fita visual que acaba el carrer Dolors Modolell.